# Energieleverancier
Een energieleverancier is een energiebedrijf dat energie produceert of inkoopt bij een energieproducent en deze verkoopt aan eindverbruikers. Energie wordt geleverd in de vorm van elektriciteit, gas of warmte. In verband met de liberalisering van de energiemarkt mogen energieleveranciers en energieproducenten in Europa  op grond van Europese regelgeving geen eigenaar zijn van het net waarover de energie wordt getransporteerd. Het elektriciteitsnet, gasnet en warmtenet zijn in eigendom van en worden beheerd door netbeheerders.

## Energievormen
De energie die wordt geleverd kan fossiele of duurzame energie zijn, in de vorm van elektriciteit, gas of warmte. Deze kan worden opgewekt in een gascentrale, kerncentrale, warmte-krachtcentrale of kolencentrale of met zonne-energie, windenergie, waterkracht of via warmte-krachtkoppeling.

## Nederland
Afnemers van energieleveranciers worden onderscheiden in kleinverbruikers en grootverbruikers. Een kleinverbruiker is iemand met een elektriciteitsaansluiting van maximaal 3x80A en/of een gassaansluiting van maximaal 40m³(n) per uur. Over het algemeen zijn dit huishoudens, zzp’ers, kleine bedrijven, verenigingen en stichtingen. Iedereen kan zonder  vergunning energie leveren aan grootverbruikers van stroom en gas. Voor levering aan kleinverbruikers heeft een leverancier op grond van de Elektriciteitswet en/of Gaswet een energievergunning nodig van de Autoriteit Consument en Markt (ACM). In een aantal gevallen mag iemand zonder vergunning in beperkte mate ook aan kleinverbruikers leveren. Vergunninghouders staan onder toezicht van de ACM. Vergunningen worden door de ACM afgegeven namens de Minister van Economische Zaken en Klimaat. Eind 2023 waren er in Nederland 58 vergunninghouders voor levering van elektriciteit en 56 voor gas.

### Opsplitsing van energiebedrijven

Tijdlijn van de fusies en splitsingen van de verschillende provinciale, regionale en gemeentelijke energiebedrijven (elektriciteit én gas) in Nederland, 1986–2014

In de 20ste eeuw waren energiebedrijven gewoonlijk nutsbedrijven die verticaal waren geïntegreerd, dat wil zeggen bedrijven die zowel opwekking als transport via het net en levering aan de afnemers verzorgden. De basis voor de opsplitsing van energiebedrijven werd gelegd met Richtlijn 96/92/EG van het Europees Parlement en de Raad van de Europese Unie van 19 december 1996. In 2004 kondigde het Nederlandse kabinet aan dat verticaal geïntegreerde energiebedrijven moesten worden opgesplitst in enerzijds netbeheerders en anderzijds energie-producenten en -leveranciers. In 2006 leidde dit tot de Wet onafhankelijk netbeheer of Splitsingswet.
In 2007 maakte de Europese Commissie plannen bekend voor de definitieve doorvoering van de splitsing. In 2015 bepaalde de Hoge Raad definitief dat Nederlandse verticaal geïntegreerde energiebedrijven moesten worden opgesplitst.

## België
In Vlaanderen hebben leveranciers van aardgas en/of elektriciteit altijd een leveringsvergunning nodig van de Vlaamse Regulator van de Elektriciteits- en Gasmarkt (VREG).
Eind 2023 waren er in Vlaanderen 35 vergunninghouders voor levering van elektriciteit en 28 voor gas.